# Prijezzjaja
Prijezzjaja (russisk: Приезжая, da.: Tilflytteren) er en sovjetisk spillefilm instrueret af Valerij Lonskoj. Filmen blev indspillet i 1977 og havde premiere i 1978. Filmen solgte 27,4 millioner biografbilletter i USSR.

## Handling
En ny geografilærer Marija Vladimirovna Nesterova ankommer med sin lille datter Katja landsbyen. De køres af den lokale chauffør for landkollektivet, Fjodor Semjonovitj Barinev. Fjodor bliver forelsket i den smukke lærer, der dog ikke har travlt med at gengælde følelserne. For hver dag der går, forstår Fjodor mere og mere klart, at han elsker Marija. Det bliver mere og mere vanskeligt for ham at bo ved siden af Marija og tolerere hendes afvisninger. 
Marias tidligere mand, Vladimir Korneev, ankommer til landsbyen for at se sin datter, hvis eksistens han ikke kendte. Han får et lift mod landsbyen, men chaufføren skynder sig i i forvejen til at advare Marija om den uventede gæst. Maria er bange og tager til Fjodor for at få hjælp. Fjodor møder Vladimir på vejen nær landsbyen. Efter en kort samtale kommer de i klammeri, som afbrydes af hunden Mergen og Marija, der ankommer. Vladimir rejser bort igen, og Fjodor og Marija er endelig alene.

## Medvirkende
- Zjanna Prokhorenko som Marija Nesterova
- Jelena Ikonitskaja som Katja
- Aleksandr Mikhajlov som Fjodor Barinev
- Sergej Ponachevnyj som Semjon Arsentevitj Barinev
- Jelena Kuzmina som Klavdija Barineva